# Il'šat Fajzulin
Il'šat Galimzjanovič Fajzulin (in russo Ильшат Галимзянович Файзулин?; Osinniki, 5 marzo 1973) è un ex calciatore russo, di ruolo attaccante.

## Carriera

### Club
Ha debuttato nella formazione riserve del CSKA Mosca, giocando nella terza serie del campionato sovietico. Passato in prima squadra vinse l'ultimo storico campionato sovietico.
Rimasto al CSKA fino al 1995, tentò, quindi, l'avventura all'estero, andando a giocare in Spagna con il Racing Santander; dopo due stagioni in massima serie, scese di categoria con il Villarreal.
Cominciò quindi a girovagare per l'Europa: andò prima in Portogallo con l'Alverca, quindi in Turchia con l'Altay, dove trovò poco spazio e la squadra retrocesse. Tornato in Spagna, stavolta nella seconda serie con il Getafe, conobbe una nuova retrocessione.
Nel 2002 tornò quindi in patria con la Dinamo San Pietroburgo (in seconda serie) e con il Metallurg Lipeck in terza serie. Tornò quindi in Spagna con il Bezana e l'anno dopo di nuovo in patria nel Vidnoe, formazione di terza serie russa.
Chiuse la sua carriera in Spagna con il Gimnástica Torrelavega con cui vinse uno dei gironi di quarta serie, ottenendo una promozione.

### Nazionale
Ha collezionato una presenza con la propria Nazionale, giocando gli ultimi minuti della gara amichevole contro la Francia disputata il 28 luglio 1993, entrando al posto di Dmitrij Radčenko.

## Statistiche

### Cronologia presenze e reti in nazionale
| Cronologia completa delle presenze e delle reti in nazionale ― Russia | Cronologia completa delle presenze e delle reti in nazionale ― Russia | Cronologia completa delle presenze e delle reti in nazionale ― Russia | Cronologia completa delle presenze e delle reti in nazionale ― Russia | Cronologia completa delle presenze e delle reti in nazionale ― Russia | Cronologia completa delle presenze e delle reti in nazionale ― Russia | Cronologia completa delle presenze e delle reti in nazionale ― Russia | Cronologia completa delle presenze e delle reti in nazionale ― Russia |
| Data                                                                  | Città                                                                 | In casa                                                               | Risultato                                                             | Ospiti                                                                | Competizione                                                          | Reti                                                                  | Note                                                                  |
| --------------------------------------------------------------------- | --------------------------------------------------------------------- | --------------------------------------------------------------------- | --------------------------------------------------------------------- | --------------------------------------------------------------------- | --------------------------------------------------------------------- | --------------------------------------------------------------------- | --------------------------------------------------------------------- |
| 28-7-1993                                                             | Cannes                                                                | Francia                                                               | 3 – 1                                                                 | Russia                                                                | Amichevole                                                            | -                                                                     | 64’                                                                   |
| Totale                                                                |                                                                       | Presenze                                                              | 1                                                                     |                                                                       | Reti                                                                  | 0                                                                     |                                                                       |

## Palmarès

### Club
- Campionato sovietico: 1

CSKA Mosca: 1991